# Lixophaga dyscerae
Lixophaga dyscerae là một loài ruồi trong họ Tachinidae.